# Kolfjellet
Kolfjellet (finska: Tsaddervaara) är en kulle i Finland, på gränsen till Norge. Den ligger i den norra delen av landet, 1 000 km norr om huvudstaden Helsingfors. Toppen på Kolfjellet är 283 meter över havet. Kolfjellet ingår i Vätsäri.
Terrängen runt Kolfjellet är huvudsakligen platt, men den allra närmaste omgivningen är kuperad.Runt Kolfjellet är det mycket glesbefolkat, med 2 invånare per kvadratkilometer. Det finns inga samhällen i närheten. 